# Szoba kilátással (regény)
A Szoba kilátással (eredeti angol címén A Room with a View) E. M. Forster angol író 1908-ban megjelent regénye. Magyarul 2002-ben a Lazi Könyvkiadónál Kádár Melinda, 2012-ben pedig a Cartaphilus Könyvkiadónál Borbás Mária fordításában jelent meg.
A regény egy fiatal nőről szól, az angliai Edward-korszakban Olaszországban és Angliában játszódó történet egyszerre romantikus és humoros kritika az angol társadalomról a 20. század elején.

## Forrás
- A Room With a View, by E. M. Forster.  Hozzáférés: 2020. október 21.